# Five Minutes to Twelve
Five Minutes to Twelve è un cortometraggio muto del 1910. Il nome del regista non viene riportato nei credit del film.

## Produzione
Il film fu prodotto dalla Vitagraph Company of America.

## Distribuzione
Distribuito dalla Vitagraph Company of America, il film - un cortometraggio di 49,4 metri, ovvero 1 bobina - uscì nelle sale cinematografiche USA il 22 gennaio 1910. È stato pubblicato in split reel con A Pair of Schemers; or, My Wife and My Uncle.